# Стешенко Ярослав Іванович
Яросла́в Іва́нович Стеше́нко (* 24 березня (6 квітня) 1904, Київ — † 11 березня 1939) — український книгознавець і бібліограф.

## Біографія
Син Івана Стешенка й Оксани Стешенко. Внук драматурга Михайла Старицького. Молодший брат Ірини Стешенко.
Трагедія в житті Ярослава Стешенка сталася влітку 1918 року. Його батько Іван Матвійович Стешенко не порозумівся з гетьманом Павлом Скоропадським і відмовився від посади в міністерстві, натомість пристав на пропозицію засновників Кам'янець-Подільського державного українського університету зайняти місце професора. Напередодні переїзду з Києва до Кам'янця-Подільського Іван Стешенко разом із сином вирішив відвідати рідну Полтавщину. Саме під час цієї подорожі у Полтаві його підступно вбили за розпорядженням більшовицького комосередку. Це сталося на очах Ярослава. Тривалий час хлопець перебував у шоковому стані, не міг говорити, потім, коли здатність говорити повернулася, довго затинався.
1921 року сімнадцятирічного юнака вперше заарештували за звинуваченням у причетності до контрреволюційної організації. Але незабаром Ярослава відпустили — не було доказів будь-якої його вини. Це повторилося і 1923 року.
1928 року закінчив Київський інститут народного господарства.
Від 1929 року науковий співробітник Українського наукового інституту книгознавства. Співробітник журналу «Бібліологічні вісті».
1929 року Стешенка знову заарештували за належність до міфічної Спілки визволення України. Але Ярослав одразу рішуче заперечив свою належність до будь-яких антирадянських підпільних угруповань. І переконливо доводив слідчому всю абсурдність наклепів. Через деякий час справу передали на розгляд так званої київської трійки з попереднім вироком — 10 років заслання. Проте «трійка» після розгляду слідчих матеріалів не знайшла складу злочину і постановила звільнити Стешенка з-під варти.
1933 року Ярослава знову затримали під час розслідування загадкової справи «Археологів — Жупанів». У ній, судячи з архівних документів, використано матеріали чотирирічної давності. Вийти з в'язниці Ярославові не пощастило. Потім був Казахстан, де 1936 року Стешенку винесли повторний вирок із засланням на Колиму. Там, не витримавши нелюдських умов життя, 1939 року загинув Ярослав Стешенко.
Реабілітований посмертно 1956 року.

## Наукова діяльність
Автор праць про Георгія Нарбута, Сергія Маслова, бібліографічних покажчиків, статей із питань бібліографії, книгознавства тощо.
Уклав «Бібліографічний покажчик книг українською мовою, надрукованих на території колишньої Російської імперії протягом 1798—1916 років» (капітальна праця — чотири тисячі назв), бібліографію книжок і статей про українське мистецтво та бібліографію друку для дітей.